# Rudolf Leichtweiß
Rudolf Johannes Jacob Leichtweiß, genannt Rudi (* 26. Februar 1908 in Mainz; † 21. Juni 1987 in Wiesbaden) war ein deutscher Kriminalpolizist und SS-Führer zur Zeit des Nationalsozialismus. In der Bundesrepublik Deutschland war er beim Bundeskriminalamt im Kriminalistischen Institut tätig.

## Zeit des Nationalsozialismus
Leichtweiß begann nach dem Ende seiner Schulzeit ein Studium der Rechtswissenschaft. Kurz nach der Machtergreifung der Nationalsozialisten wurde er noch während seiner Studienzeit Mitte März 1933 Mitglied der SS (SS-Nummer 116.187) und erreichte später in dieser NS-Organisation den Rang eines SS-Hauptsturmführers. Er brach sein Jurastudium ab und trat stattdessen 1936 in den Dienst der Kriminalpolizei in Darmstadt ein. Am  21. Mai 1937 beantragte er die Aufnahme in die NSDAP und wurde rückwirkend zum 1. Mai desselben Jahres aufgenommen (Mitgliedsnummer 5.117.871). Er absolvierte 1937/38 erfolgreich den Lehrgang zum Kriminalkommissar an der Führerschule der Sicherheitspolizei in Berlin-Charlottenburg. Danach war er als Kriminalkommissar bei der Kriminalpolizei in Darmstadt und Frankfurt am Main tätig. Nach Beginn des Zweiten Weltkrieges wechselte er zur Kriminalpolizei nach Braunschweig, wo er ab 1940 das I. Kommissariat (Kapitalverbrechen) leitete und bis 1945 tätig war. In Personalunion war er dort stellvertretender Leiter der Kriminalpolizei und Personalsachbearbeiter der SD-Dienststelle. Des Weiteren schulte er auf Weisung des örtlichen Polizeipräsidenten Verwaltungsfachkräfte in „weltanschaulichen“ Fragen.

## Nachkriegszeit
Nach Kriegsende befand sich Leichtweiß für ein Jahr in alliierter Internierung und war nach seiner Entlassung in Lüneburg als Stadtangestellter und Mitarbeiter am örtlichen Theater beschäftigt. 1954 konnte er in den polizeilichen Dienst beim Bundeskriminalamt zurückkehren. Er wurde im Referat Forschung und Auswertung des Kriminalistischen Instituts unter der Leitung Bernhard Niggemeyers tätig. Zu seinem Forschungsfeld gehörte auch die Bekämpfung von „Berufs- und Gewohnheitsverbrechern“. Gemeinsam mit dem BKA-Beamten Eberhard Eschenbach veröffentlichte er 1955 im Band 3 der Schriftenreihe des Bundeskriminalamts einen Beitrag zur Vorbeugenden Verbrechensbekämpfung, in dem die zur Zeit des Nationalsozialismus praktizierten Maßnahmen zur planmäßigen polizeilichen Überwachung als sinnhaft bewertet werden. 1955 wurde er zum Kriminalrat befördert. Wahrscheinlich aufgrund seines frühen Eintritts in die SS wurde er im Zuge der Abordnung von elf NS-belasteten BKA-Beamten in andere Behörden Anfang April 1964 zum Institut für Angewandte Geodäsie in Frankfurt am Main abgeordnet. Kurz nach seiner Beförderung zum Regierungskriminalrat im Dezember 1967 (trotz Abordnung noch BKA-Beamter) wurde er mit Erreichen der Altersgrenze im Februar 1968 pensioniert.
Zur Person von Leichtweiß führt Dieter Schenk folgendes aus: „Der für einen Polizeibeamten mit einer Körpergröße von 1,69 m klein gewachsene Mann benutzte damals im BKA noch immer seine alten Visitenkarten aus dem Dritten Reich mit dem Dienstgrad Kriminaldirektor. Damals hieß es amtsintern, dass alte Visitenkarten aufgebraucht werden dürfen, was deutlich unterstrich, in welcher Tradition man sich sah. Von Leichtweiß war jedoch bekannt, dass er die alten Visitenkarten nachdrucken ließ. Er war immer lustig, galt aber auch als listig und verschlagen – und schwieg an den richtigen Stellen. Nur einmal entfuhr ihm eine gehässige Äußerung, dass er 1941 seinen jüdischen Studienrat, den er hasste, zum Bahnhof begleitet hätte. Die Fahrt sei nach Minsk gegangen“.